# Baniska, Ruse
Baniska (în bulgară Баниска) este un sat în comuna Dve Moghili, regiunea Ruse,  Bulgaria. 

## Demografie
Componența etnică a satului Baniska
     Bulgari (47,78%)
     Romi (33,57%)
     Turci (13,03%)
     Nicio identificare (5,61%)
La recensământul din 2011, populația satului Baniska era de 1.105 locuitori. Nu există o etnie majoritară, locuitorii fiind bulgari (47,78%), romi (33,57%) și turci (13,03%). Pentru 5,61% din locuitori nu este cunoscută apartenența etnică.